# Doraemon (nhân vật)
Doraemon (ドラえもん (銅鑼右衛門) (Đồng La Hữu Vệ Môn)/ どらえもん/ ドラエモン tên cũ tại Việt Nam là Đôrêmon) là nhân vật chính hư cấu trong loạt Manga cùng tên của họa sĩ Fujiko F. Fujio. Trong truyện lấy bối cảnh ở thế kỷ 22, Doraemon là chú mèo robot của tương lai do xưởng Matsushiba — công xưởng chuyên sản xuất robot vốn dĩ nhằm mục đích chăm sóc trẻ nhỏ. Bộ manga ba lần được chuyển thể thành anime với nhiều người đã lồng tiếng cho nhân vật. Ở phiên bản chuyển thể năm 1973 do Tomita Kōsei lồng tiếng từ tập 1 đến tập 13 còn từ tập 14 trở đi là Nozawa Masako. Ở phiên bản 1979 đến tháng 3 năm 2005 là Ōyama Nobuyo. Từ tháng 4 năm 2005 đến nay, Doraemon do Mizuta Wasabi lồng tiếng.
Không chỉ nổi tiếng tại quê nhà Nhật Bản mà Doraemon còn được biết đến ở nhiều quốc gia khác nhau trên thế giới. Năm 2002, Doraemon được tạp chí Time Asia bình chọn là một trong hai mươi hai người hùng đáng yêu nhất của châu Á. Không những vậy, vào năm 2008, được Chính phủ Nhật Bản chọn làm đại sứ hoạt hình của Nhật Bản trong một buổi lễ do Ngoại trưởng Nhật Bản do Komura Masahiko chủ trì. Trước đó vào năm 2007, Oricon xếp Doraemon vị trí thứ hai trong danh sách các nhân vật manga quyền năng nhất. Thậm chí nhân vật còn được thành phố Kawasaki cấp hộ khẩu như là một công dân chính thức năm 2012. Hàng loạt các sản phẩm thương mại ăn theo như thú nhồi bông, figure,... Bên cạnh việc xuất hiện trong Doraemon, Doraemon thỉnh thoảng còn xuất hiện trong Doraemon bóng chày và Đội quân Doraemon — là một chuyển thể khác của Doraemon nhưng không do họa sĩ Fujiko chấp bút cũng như trong các trò chơi điện tử.

## Sáng tác và tên gọi
Theo như lời kể của họa sĩ Fujiko, trong một đêm ông đang tìm kiếm đề tài và nhân vật cho một bộ truyện tranh tâm đắc thì một con mèo hoang nhảy vào nhà, nó kêu vài tiếng rồi nhảy vào lòng ông mà ngủ. Do quá mệt mỏi Fujiko cũng thiếp đi lúc nào không biết. Sáng hôm sau thức dậy, ông vội vàng bước xuống cầu thang và vấp phải con lật đật của cô con gái, từ đó sinh ra sự kết hợp giữa lật đật và mèo và ra đời nhân vật Doraemon. Ngoài nước da màu xanh không có tai, bàn tay tròn vo thì Fujiko còn đính kèm một cái chuông vàng ở cổ với dãy ruy băng màu đỏ đậm.
Tên Doraemon (ドラえもん Doraemon) gồm dora- (ドラ) xuất phát từ nora neko (野良猫 (dã lương miêu)) (chú mèo đi lạc) trong tiếng Nhật, không phải từ tên bánh dorayaki trong tiếng Nhật, và -emon (衛門 (Vệ Môn)) thường gặp trong các tên truyền thống ở Nhật Bản, ví dụ Ishikawa Goemon (cũng giống như từ -tarou (太郎  (Thái Lang)) hay xuất hiện trong tên nam giới Nhật Bản). Trong tập phim năm 2007, nhân ngày sinh nhật của Doraemon, chủ nhà máy nơi sản xuất cậu ta gọi cậu là 'MS-903'. Ở nhiều nước nói tiếng Anh, Doraemon được gọi theo cách ký âm rōmaji, đây cũng là cách gọi mới trong lần tái bản bộ truyện tranh cùng tên gần đây của Nhà xuất bản Kim Đồng. Trong truyện, cậu ta thường bị gọi lầm là chồn (tanuki). Trong phiên bản tại truyện tranh tại Việt Nam, cậu còn được gọi bằng tên thân mật "Mèo Ú". Tên "Đôrêmon" xuất hiện đầu tiên từ bản dịch tiếng Thái (โดราเอมอน) của nhà xuất bản Kim Đồng. Trong bản gốc tiếng Nhật, cậu được gọi thân mật là "Dora-chan" (ドラちゃん) bởi Shizuka và mẹ Nobita.

## Cốt truyện
Nobi Nobita (のび太) là một cậu bé 10 tuổi người Nhật Bản, có tính cách tốt bụng, nhưng cũng lười biếng, không may mắn và yếu đuối. Cậu thường bị bắt nạt bởi Goda Takeshi (剛田 武, tên gọi bình thường là Jaian), là một kẻ hay bắt nạt, tính tình khó chịu và có ý chí mạnh mẽ, và Honekawa Suneo (骨川 スネ夫, bạn thân của Jaian), là một cậu bé giàu có và hay khoe khoang. Giấc mơ duy nhất của Nobita là kết hôn với Minamoto Shizuka (しずか). Nobita Nobi bị cản trở bởi Hidetoshi Dekisugi (出木杉 英才), một học sinh ưu tú gây sức hút mạnh mẽ đối với Shizuka.
Nobita luôn bị khiển trách vì điểm 0 của mình bởi thầy giáo và cha mẹ của mình. Tamako (mẹ của Nobita) và Nobisuke (cha của Nobita), những người cố gắng khuyến khích cậu cố gắng học tập. Mặc dù vậy, cậu vẫn tiếp tục thất bại: không được nhận vào đại học; thành lập một doanh nghiệp và bị hoả hoạn, đưa gia đình tương lai của mình vào cảnh nợ nần và nghèo đói; không kết hôn với Shizuka, mà là em gái của Jaian, Jaiko. Cháu trai của Nobita từ thế kỷ 22, Sewashi Nobi, quyết định gửi một con mèo robot tên là Doraemon trở lại quá khứ để chăm sóc Nobita nhằm thay đổi tương lai sau này: để con cháu của cậu có được một cuộc sống tốt hơn. Doraemon có cái một túi bốn chiều, trong đó cậu lưu trữ các bảo bối để hỗ trợ Nobita. Những bảo bối này giúp Nobita vượt qua những rắc rối, cải thiện mối quan hệ của cậu bé với cha mẹ và bạn bè. Doraemon là một người bạn tốt của Nobita.
Doraemon nhanh chóng kết bạn với Nobita và cực kỳ chu đáo: cậu hỗ trợ Nobita trong những lúc khó khăn, nhưng cũng cố gắng giúp Nobita không lạm dụng bảo bối, làm tình hình trở nên tệ hơn so với ban đầu. Nobita, mặc dù đôi khi mắc sai lầm, cậu vẫn cố gắng giải quyết vấn đề của mình với sự giúp đỡ của Doraemon, làm điều đúng đắn và cố gắng học tập, cuối cùng khiến cậu có thể kết hôn với Shizuka. Doraemon do đó có thể trở lại tương lai; Nobita bây giờ đã trưởng thành và có thể tự mình đối phó với những trở ngại trong cuộc sống.

### Nguồn gốc

Doraemon khi còn ở thế kỉ XXII (có da màu vàng)

### Ngoại hình

Cấu tạo bên trong và các bộ phận của Doraemon

## Đón nhận

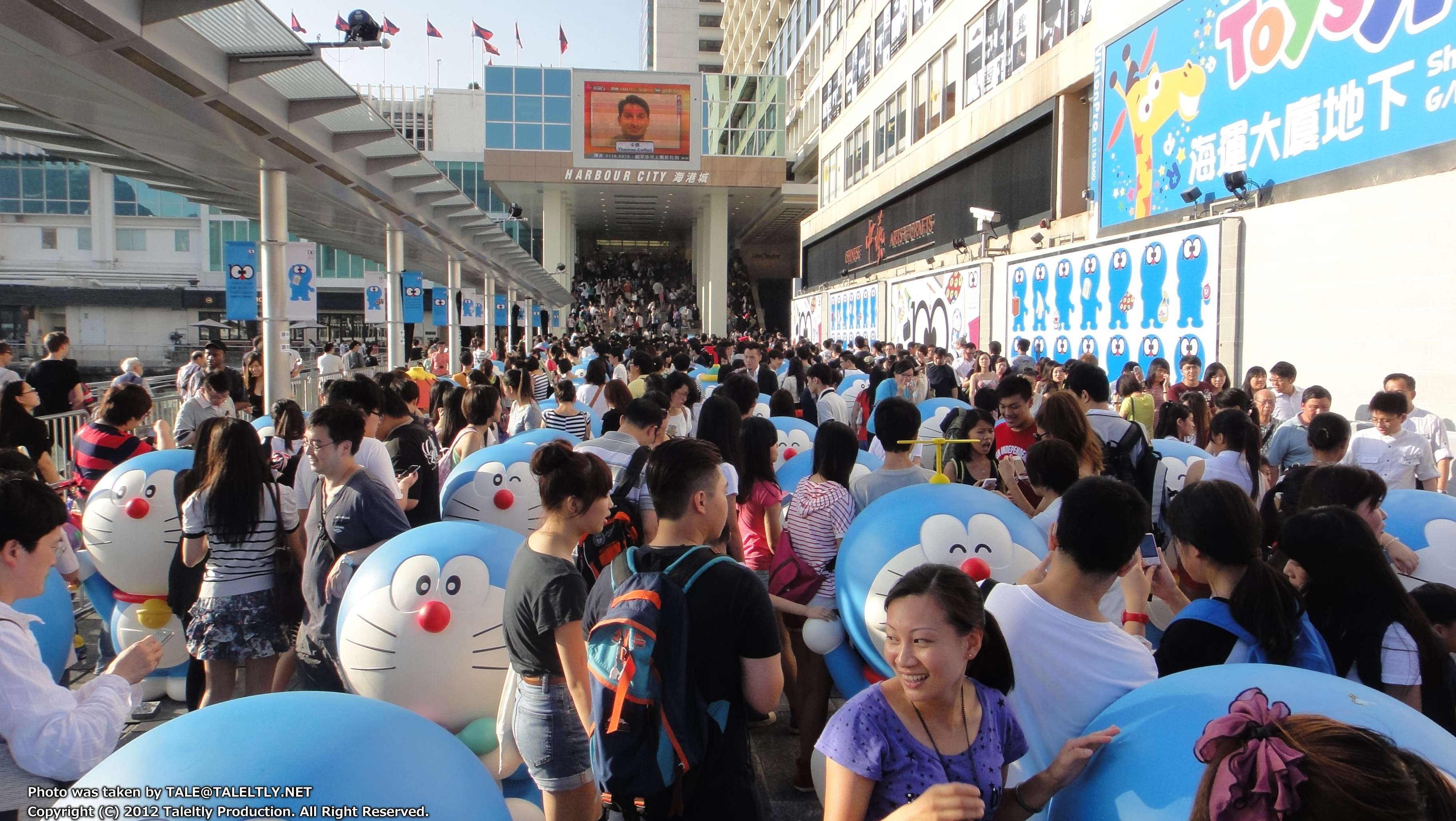
Quang cảnh buổi Kỉ niệm 100 năm trước khi Doraemon ra đời ở Hồng Kông

## Ảnh hưởng

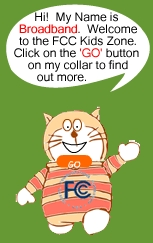
Nhân vật Broadband từ Ủy ban Truyền thông Liên bang.